# Al-Hazm Rass
Al-Hazm Rass is een Saoedi-Arabische voetbalclub. De thuishaven van Al Hazm is het Al Hazm Clubstadion in Ar-Rass.

## Bekende (oud-)trainers
- Constantin Gâlcă

Abha Club · Al-Ahli · Al-Ettifaq · Al-Fateh · Al-Fayha · Al-Hazem · Al-Hilal · Al-Ittihad · Al-Khaleej · Al-Nassr · Al-Okhdood · Al-Raed · Al-Riyad · Al-Shabab · Al-Taawoun · Al-Tai · Al-Wahda · Damac